# カールヴィン広場駅
座標: 北緯47度30分11.6秒 東経19度3分16.3秒 / 北緯47.503222度 東経19.054528度
カールヴィン広場駅（-ひろばえき、洪：Kálvin tér(カールヴィン・テール)）とは、ハンガリー共和国ブダペスト市に位置するブダペスト地下鉄3号線および4号線の駅である。カールヴィン広場の地下にある。

## 駅構造
- 島式ホーム1面2線を有す地下駅。

## 駅周辺
- カールヴィン広場改革派教会
- 首都サボー・エルヴィン図書館
- ハンガリー国立博物館

## 市電・路線バス
- ブダペスト市電
  - 47系統、48, 49系統

## 歴史
- 1976年12月31日 - 3号線開業。
- 2014年3月28日 - 4号線開業。

## 隣の駅
ブダペスト地下鉄
■3号線
フェレンツィエク広場駅 - カールヴィン広場駅 - コルヴィン街区駅
■4号線
フェーヴァーム広場駅 - カールヴィン広場駅 - ラーコーツィ広場駅